# Paramantis nyassana
Paramantis nyassana es una especie de mantis de la familia Mantidae.

## Distribución geográfica
Se encuentra en Kenia Congo Tanzania y  Zimbabue.